# Vattenmockasin
Vattenmockasin (Agkistrodon piscivorus) är en ormart som beskrevs av Lacépède år 1789. Arten ingår i släktet Agkistrodon som hör till familjen huggormar. Internationella naturvårdsunionen kategoriserar arten globalt som livskraftig.

## Beskrivning
Vattenmockasinen är den största arten i släktet Agkistrodon, vuxna djur blir vanligtvis över 80 cm långa och hanarna blir i regel längre än honorna. Exemplar på över 180 cm har hittats. Huvudet är relativt brett, ormens teckning är svart med olivfärgat till ljusbrunt färgmönster. I delar av USA kallas den för "cottonmouth" (svenska: bomullsmun) vilket avser dess helvita gap vilket visas då ormen känner sig hotad.

## Utbredningsområde
Arten återfinns i östra och sydöstra USA från Texas i väster till Florida och längs delstaterna vid USA:s ostkust upp till Virginia. Arten finns så långt norrut som Indiana och i södra Illinois. Dess habitat är vid vattendrag och vattenmockasinen är en skicklig simmare.

## Underarter
Arten delas in i följande underarter:
- A. p. conanti
- A. p. leucostoma
- A. p. piscivorus

## Förhållande till människor
Bett från vattenmockasin är relativt vanliga längs med Mississippifloden och längs kusten med Mexikanska golfen. Ormens gift innehåller både vävnadsförstörande enzymer och hemotoxiner som bryter ned röda blodkroppar vilket kan orsaka blodtrycksfall samt försämrad koaguleringsförmåga. Dödsfall har förekommit.